# 国会議事堂 (ウルグアイ)
国会議事堂（こっかいぎじどう、スペイン語: Palacio Legislativo del Uruguay）は、ウルグアイ議会の議場であり、ウルグアイ政府の立法府の所在地であり、ウルグアイの政治を象徴する建築物である。モンテビデオのアグアダに所在する。
1904年から建設が始まり、1925年に完成。8月25日、独立100周年を記念して落成式典が催された。1975年、フアン・マリーア・ボルダベリー政権によって国定歴史建造物に指定された。

## 歴史
かつて立法府の本部であったカビルド・デ・モンテビデオにはいくつか不備があったため、1902年に新たな本部を建設する計画の国際的なコンペティションが承認され、そこからこの歴史は始まった。コンペティションの結果、当時ブエノスアイレスでアルゼンチンの国会議事堂の建築も手がけていたヴィトーリオ・メアーノのプロジェクトが採用されたが、メアーノはその結果を知ることはなく、急死してしまった。1904年、ホセ・バッジェ・イ・オルドーニェス政権の元で建設が開始された。設計者はメアーノとガエターノ・モレッティで、内装は大理石で覆う計画であった。彫刻家のホセ・ベローニは数多くのレリーフや寓話的な彫刻を制作し、このプロジェクトに貢献した。
1925年8月25日、議事堂は完成し、ホセ・セラート大統領の進行で公式に落成式典が催された。しかしすべての装飾が完了したのは、1964年のことである。

## 建築
議事堂はグレコローマン様式の要素が取り入れられ、ファサード、内壁、ヴォールト、柱は様々なウルグアイ産の大理石で覆われており、建設にはおよそ30年を要した。
3つの大きなホールにいくつかの部屋が隣接し、250,000冊以上の蔵書を持つ国会図書館、議会事務局などが地上階にあり、広い地下には事務所、倉庫、印刷・製本所などを備える。建物の正面のファサードは、リベルタドール通りの対称軸に沿うように配置されている。

## ギャラリー

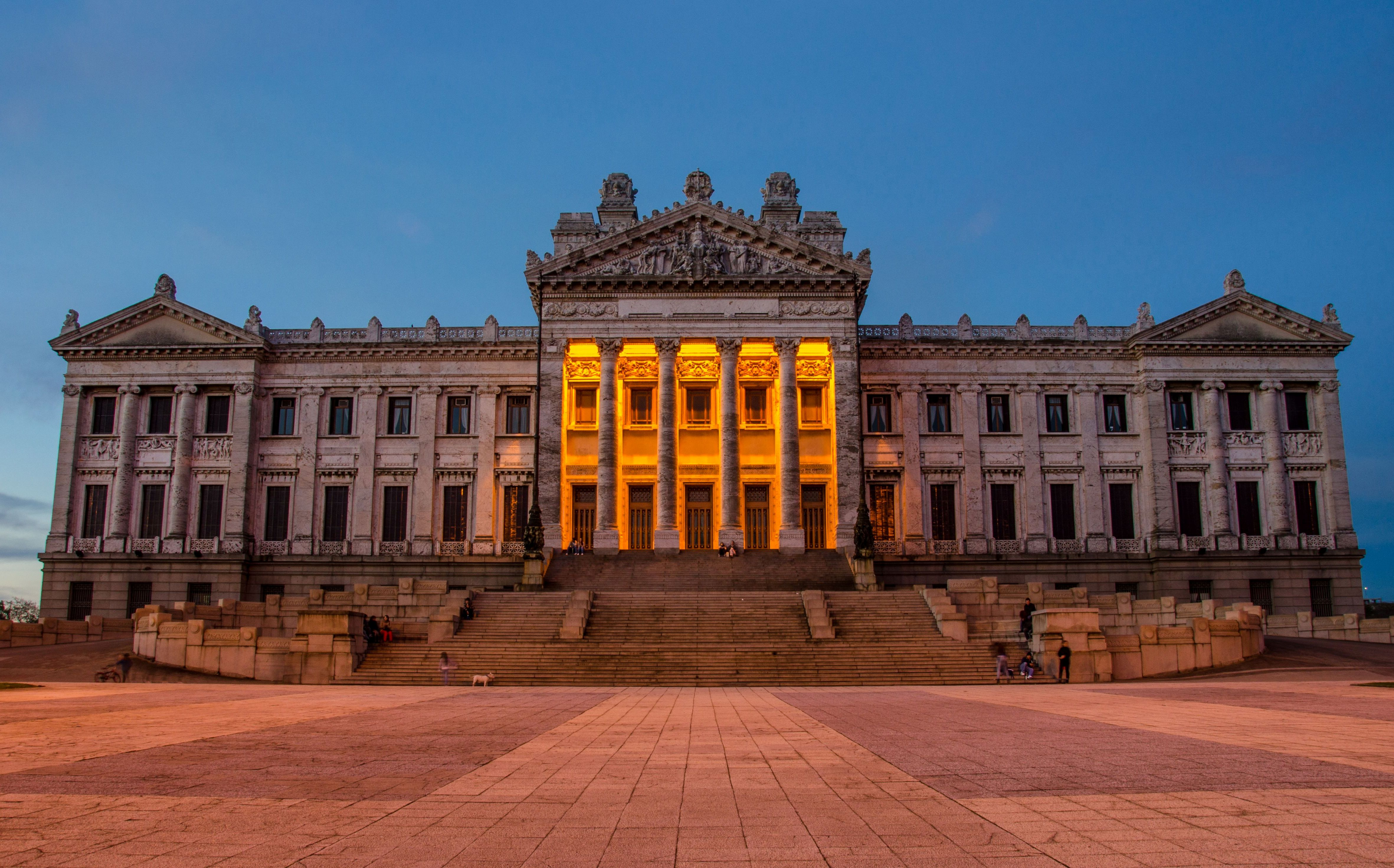
夕暮れの議事堂のファサード
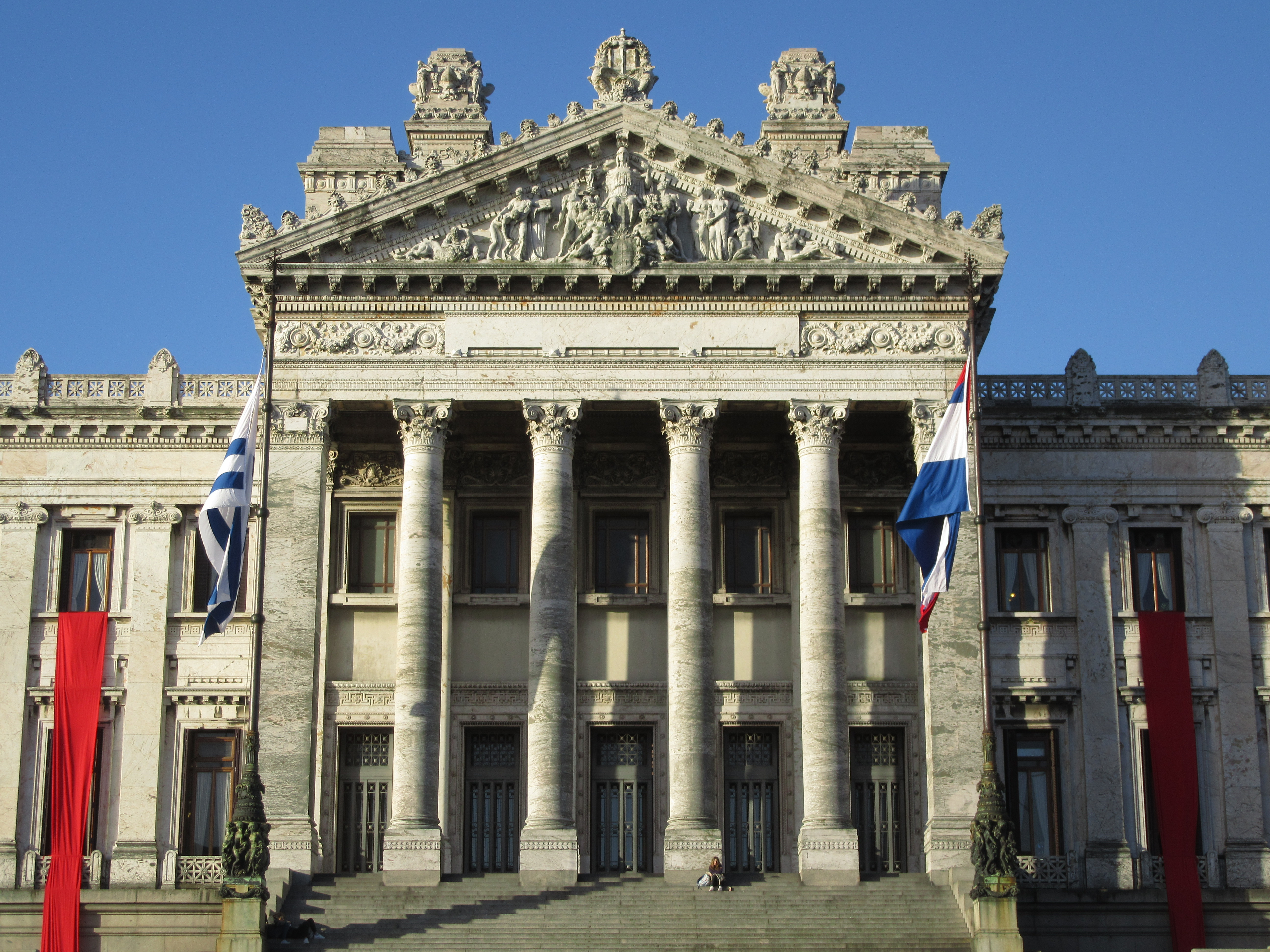
ファサードの柱と彫刻で飾られた屋根
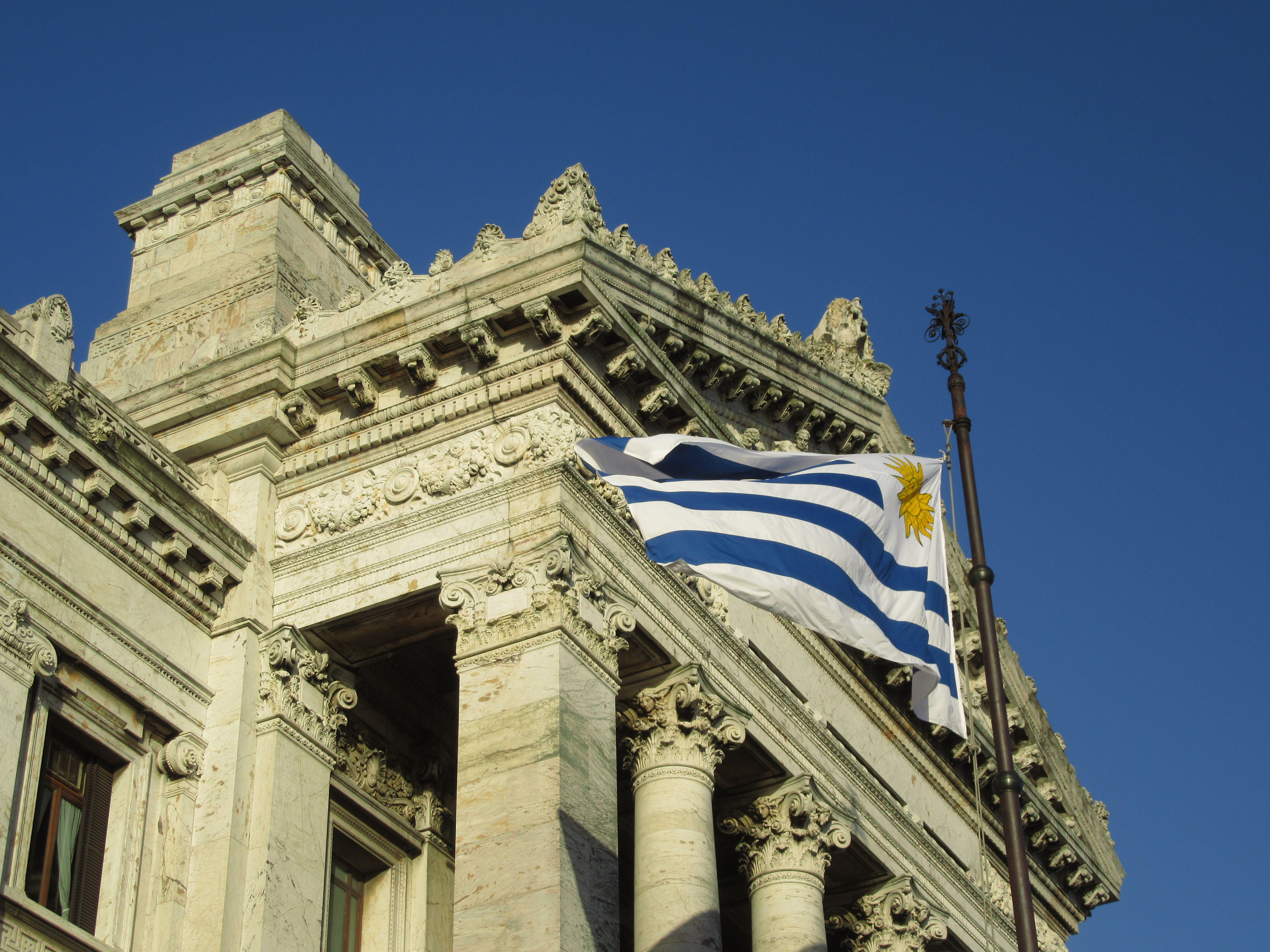
議事堂に掲げられたウルグアイ国旗
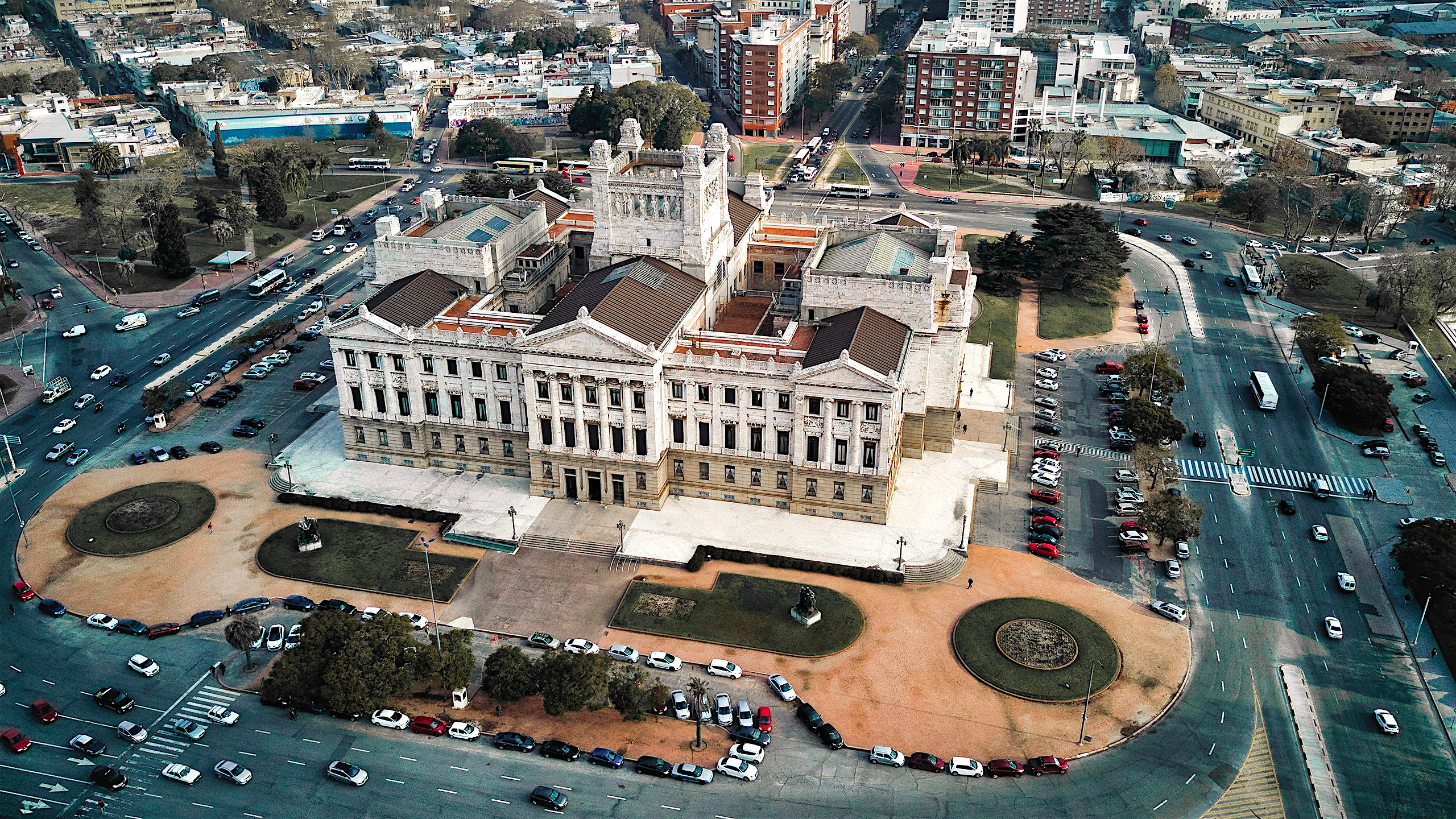
上空から見た議事堂
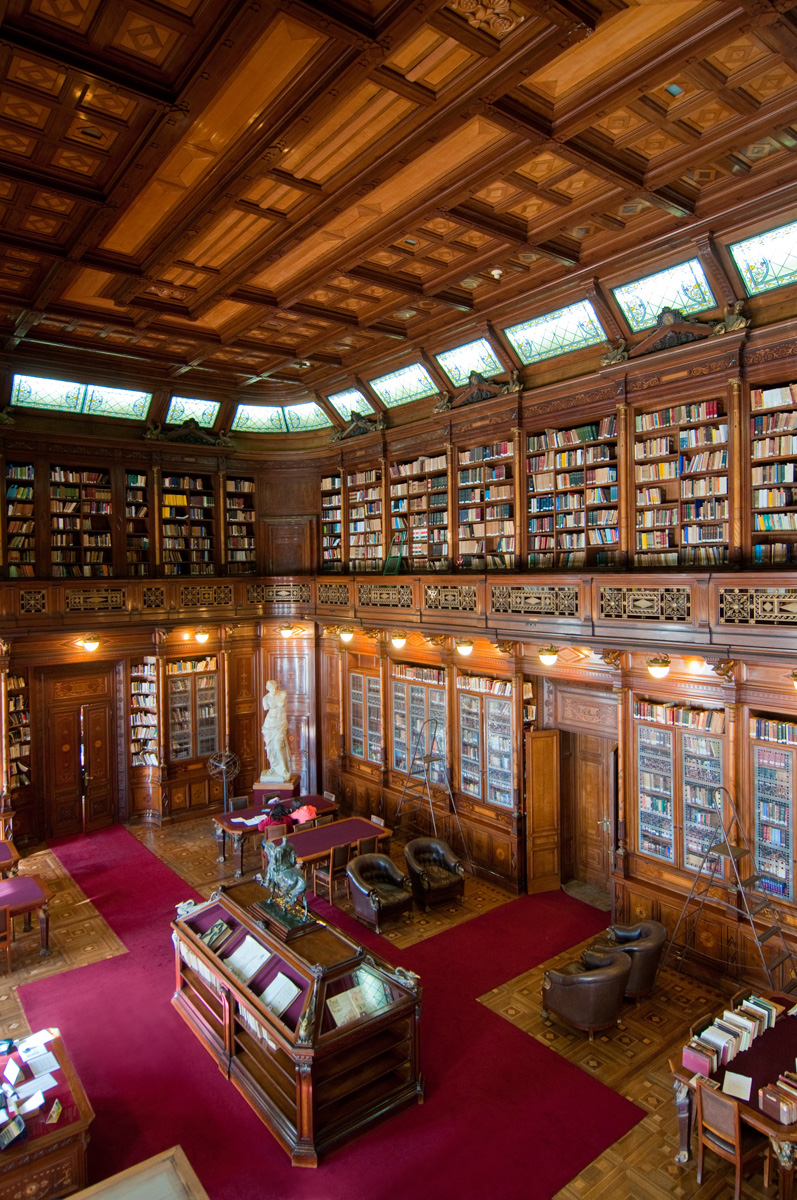
国会図書館の様子